# Echemus almeriensis
Espèce
Echemus almeriensis est une espèce d'araignées aranéomorphes de la famille des Gnaphosidae.

## Distribution
Cette espèce est endémique d'Andalousie en Espagne,. Elle se rencontre dans le parc naturel de Cabo de Gata-Níjar.

## Description
Le mâle holotype mesure 4,44 mm et la femelle paratype 4,84 mm.

## Systématique et taxinomie
Cette espèce a été décrite par Barrientos en 2024.

## Étymologie
Son nom d'espèce, composé de almeri[a] et du suffixe latin -ensis, « qui vit dans, qui habite », lui a été donné en référence au lieu de sa découverte, la province d'Almería.

## Publication originale
- Barrientos, De Mas, Gavín-Centol, Pertegal, Salazar, Fenoy, Balanzategui, Mederos, Montserrat, Barranco & Moya-Laraño, 2024 : « Arañas (Arachnida: Araneae) del Parque Natural de Cabo de Gata-Níjar (Almería, España); 2ª aportación. » Revista Ibérica de Aracnología, vol. 45, p. 27-59.